# Lithophane pallida
Lithophane pallida är en fjärilsart som beskrevs av Tutt. Lithophane pallida ingår i släktet Lithophane och familjen nattflyn. Inga underarter finns listade i Catalogue of Life.